# Projekt 20360
Projekt 20360 je třída muničních lodí ruského námořnictva. Celkem byla objednána stavba čtyř jednotek této třídy. Prototyp byl do služby přijat roku 2010.

## Stavba
Objednána byla stavba čtyř jednotek této třídy. Ruská loděnice Okskaya sudoverf ve městě Navašino v letech 2006–2007 rozestavěla dvě jednotky projektu 20360. První byla do služby přijata roku 2010, přičemž druhá byla dokončena roku 2016 jako experimentální loď pro zkoušky torpéd a námořních min projektu 20360OS. Loděnice Vympel v Rybinsku má postavit ještě dvě další plavidla vylepšeného modelu projekt 20360M.
Jednotky projektu 20360:
| Jméno              | Verze           | Loděnice        | Založení kýlu   | Spuštěna       | Vstup do služby   | Status                                  |
| ------------------ | --------------- | --------------- | --------------- | -------------- | ----------------- | --------------------------------------- |
| VTR-79             | Projekt 20360   | Navašino        | 30. března 2005 | září 2009      | 16. prosince 2010 | aktivní                                 |
| Viktor Čerokov     | Projekt 20360OS | Navašino        | 2007            | 2016           | 19. července 2016 | rozestavěná jako projekt 20360, aktivní |
| Gennadij Dmitrijev | Projekt 20360M  | Vympel, Rybinsk | 2017            | 1. června 2021 |                   | ve stavbě                               |
| Vladimir Pyalov    | Projekt 20360M  | Vympel, Rybinsk | 2018            |                |                   | ve stavbě                               |

## Konstrukce

### Projekt 20360
Pohonný systém tvoří tři diesel-generátory, každý o výkonu 318 kW a dva elektromotory Deutz F8M1015MC, každý o výkonu 600 hp, roztáčející dva lodní šrouby s pevnými lopatkami. Manévrovací schopnosti zlepšuje příďové dokormidlovací zařízení. Nejvyšší rychlost dosahuje 10,5 uzlu.

### Projekt 20360OS
Plavidlo je vybaveno čtyřmi torpédomety.